# Bill Posey
Pour les articles homonymes, voir Posey.
William Joseph Posey dit Bill Posey, né le 18 décembre 1947 à Washington (district de Columbia), est un homme politique américain, élu républicain de Floride à la Chambre des représentants des États-Unis de 2009 à 2025.

## Biographie
Bill Posey siège au conseiller municipal de Rockledge, dans le comté de Brevard, de 1976 à 1986. Il est élu à la Chambre des représentants floridienne en 1992 puis au Sénat de l’État à partir de 2000.
Candidat à la Chambre des représentants des États-Unis en 2008, il est élu face au démocrate Stephen Blythe avec 53,1 % des voix contre 42 %. Il est reconduit pour un second mandat en 2010 avec 64,7 % des suffrages. Le 15e district de Floride, qu'il représente depuis 2009, est redessiné en 2011 et devient le 8e district. Posey est réélu avec 58,9 % des voix en 2012 et 65,8 % en 2014.
En avril 2024, il annonce qu'il ne sera pas candidat à sa réélection lors des élections de novembre.